# Ferme du Tiret
La ferme du Tiret est une ferme située à Foissiat, en France.

## Localisation
La ferme est située dans le département français de l'Ain, sur la commune de Foissiat.

## Description

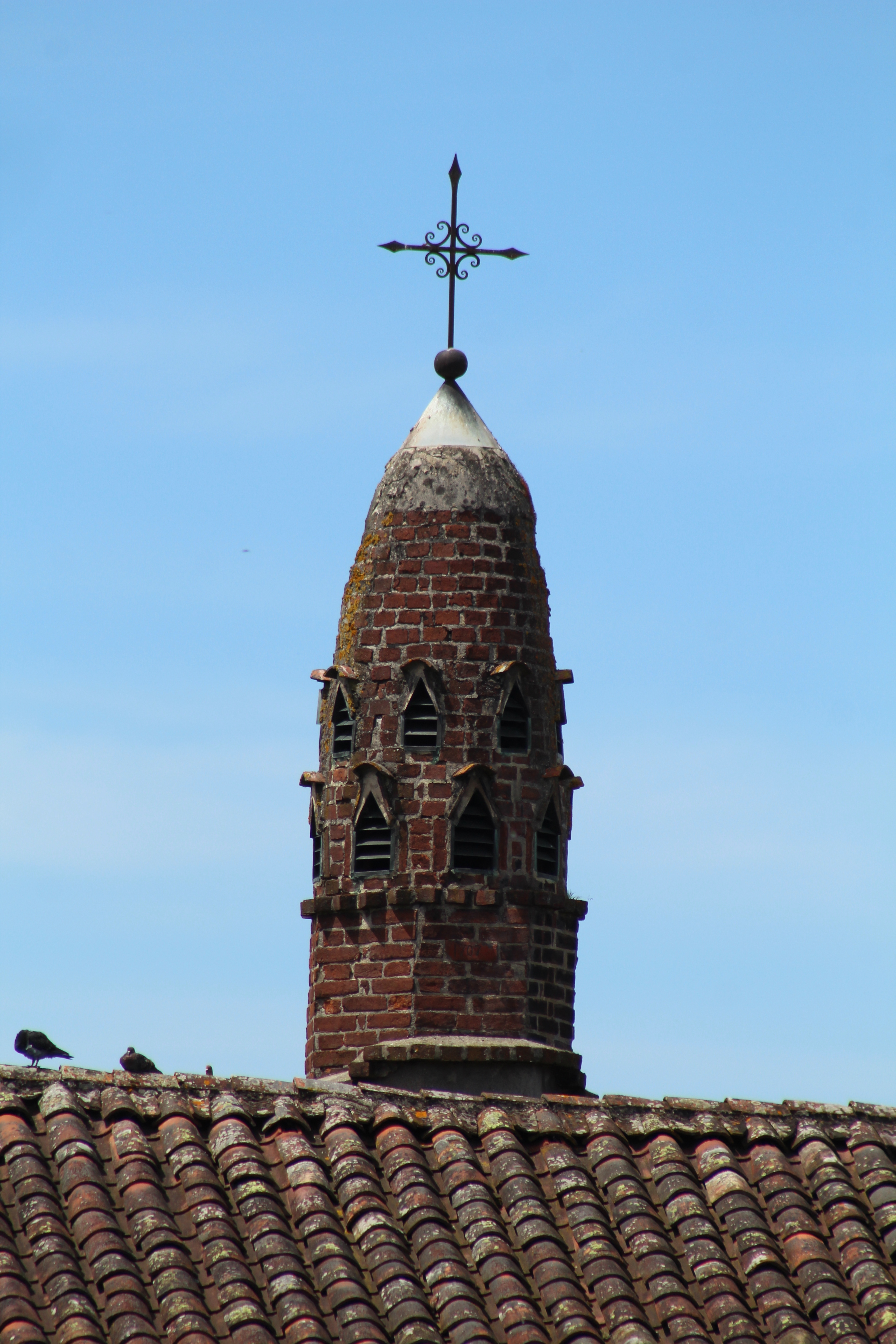
Cheminée sarrasine.

## Historique
L'édifice est inscrit au titre des monuments historiques en 1925 et classé en 1945.